# Les Loups de haute mer
Pour plus de détails, voir Fiche technique et Distribution.
Les Loups de haute mer (North Sea Hijack) est un film britannique d'Andrew V. McLaglen, sorti en 1980.

## Synopsis
Un commando spécial est chargé de mettre fin aux agissements de dangereux terroristes qui menacent de faire exploser deux plate-formes pétrolières en mer du Nord.

## Fiche technique
- Titre : Les Loups de haute mer
- Titre original : North Sea Hijack
- Titre hors du Royaume-Uni : ffolkes
- Titre à la télévision américaine : Assault Force
- Réalisation : Andrew V. McLaglen, assisté de Brian W. Cook
- Scénario : Jack Davies d'après son roman Esther, Ruth and Jennifer
- Directeur de la photographie : Tony Imi
- Montage : Alan Strachan
- Musique : Michael J. Lewis
- Production : Elliott Kastner
- Société de distribution : Universal Pictures
- Genre : Film d'action, Film d'aventure et Thriller
- Pays :  Royaume-Uni
- Durée : 95 minutes
- Date de sortie :
  -  Royaume-Uni : 3 avril 1980
  -  États-Unis : 18 avril 1980 (New York)
  -  France : 9 juillet 1980

## Distribution
- Roger Moore (VF : Claude Bertrand) : Rufus Excalibur ffolkes (deux petits ff)
- James Mason (VF : René Arrieu) : Amiral Sir Francis Brindsen
- Anthony Perkins (VF : Bernard Tiphaine) : Lou Kramer
- Michael Parks (VF : Pierre Trabaud) : Harold Shulman
- David Hedison (VF : Jacques Ferrière) : Robert King
- Jack Watson (VF : Jean Violette) : Capitaine Olafsen
- George Baker (VF : Jean-Claude Michel) : Fletcher
- Jeremy Clyde (VF : Philippe Mareuil) : Lord Privy Seal Dennis Tipping
- David Wood (VF : Roger Crouzet) : Herring
- Faith Brook (VF : Nadine Alari) : Le Premier Ministre
- Tim Bentinck (VF : Jacques Richard) : Harris
- David Landbury (VF : Georges Aubert) : Erckson
- Lea Brodie (VF : Christine Delaroche) : Sanna
- Lindsay Campbell (VF : Jean Michaud) : Shaw
- Philip O'Brien (VF : Raoul Guillet) : Webb
- Anthony Pullen Shaw (VF : Francis Lax) : Ackerman
- Sabu Kimura : Saburo
- Eiji Kusuhara : Eiji

## Autour du film
- Le film devait à l'origine s'intituler Esther, Ruth and Jennifer (comme le roman) mais les producteurs d'Universal jugeaient ce titre trop biblique.
- Outre Roger Moore, un autre acteur ayant joué dans James Bond fait partie du casting : David Hedison qui a incarné Felix Leiter dans Vivre et laisser mourir en 1973, rôle qu'il reprendra plus tard dans Permis de tuer en 1989 avec Timothy Dalton dans le rôle de James Bond cette fois.
- Alors qu'il affirmait davantage son image de séducteur avec le rôle de James Bond, Roger Moore incarne ici, avec son rôle de Rufus Excalibur ffolkes, un personnage antipathique qui voue un amour inconsidéré aux chats mais a en revanche en aversion les femmes.
- Les scènes se passant à la résidence de ffolkes ont été tournées dans un château de Galway, en Irlande. Ce château abritait en réalité un musée dans lequel des femmes filaient la laine comme dans l'ancien temps.
- Le décor de l'Esther a été construit sur les rochers de Galway.